# Холлидей, Бекки
Бекки Холлидей (англ. Becky Holliday, род. 12 марта 1980 года, Сакраменто, Калифорния, США) — американская прыгунья с шестом, участница Олимпийских игр 2012 года в Лондоне.

## Биография и карьера
До 16 лет Бекки занималась гимнастикой. Начала соревноваться в прыжках с шестом в 1997 году. В 1998 году окончила среднюю школу Рид-Хай в Неваде, в 2003 году — Орегонский университет. В 2003 году выиграла первенство Национальной ассоциации студенческого спорта. Многократный серебряный (2005, 2010—2012) и бронзовый призёр (2003, 2006, 2010, 2013—2014) чемпионатов США на открытом воздухе и в помещении. В 2011 году стала бронзовым призёром Панамериканских игр.
Является мормоном и членом Церкви Иисуса Христа Святых последних дней.

## Основные результаты
| Год  | Соревнования                      | Место проведения         | Место  | Результат |
| ---- | --------------------------------- | ------------------------ | ------ | --------- |
| 2003 | Чемпионат мира по лёгкой атлетике | Париж, Франция           | 17 (q) | 4,15 м    |
| 2007 | NACAC Championships               | Сан-Сальвадор, Сальвадор | 1      | 4,15 м    |
| 2010 | Континентальный кубок IAAF        | Сплит, Хорватия          | 5      | 4,35 м    |
| 2011 | Панамериканские игры              | Гвадалахара, Мексика     | 3      | 4,30 м    |
| 2012 | Летние Олимпийские игры           | Лондон, Великобритания   | 9      | 4,45 м    |
| 2013 | Чемпионат мира по лёгкой атлетике | Москва, Россия           | 13 (q) | 4,45 м    |
| 2014 | Континентальный кубок IAAF        | Марракеш, Марокко        | 5      | 4,30 м    |